# Resolutie 1260 Veiligheidsraad Verenigde Naties
Resolutie 1260 van de Veiligheidsraad van de Verenigde Naties werd unaniem door de VN-Veiligheidsraad aangenomen op 20 augustus 1999.

## Achtergrond
In Sierra Leone waren al jarenlang etnische spanningen tussen verschillende bevolkingsgroepen. In 1978 werd het een eenpartijstaat met een regering die gekenmerkt werd door corruptie en wanbeheer van onder meer de belangrijke diamantmijnen. Intussen was in buurland Liberia al een bloedige burgeroorlog aan de gang, en in 1991 braken ook in Sierra Leone vijandelijkheden uit. In de volgende jaren kwamen twee junta's aan de macht, waarvan vooral de laatste een schrikbewind voerde. Zij werden eind 1998 met behulp van buitenlandse troepen verjaagd, maar begonnen begin 1999 een bloedige terreurcampagne. Pas in 2002 legden ze de wapens neer.

## Inhoud

### Handelingen
Op 7 juli was een vredesakkoord getekend tussen Sierra Leone en het Revolutionary United Front (RUF). Het land werd geprezen om haar inspanningen om vrede te bereiken. De Veiligheidsraad autoriseerde een uitbreiding van de UNOMSIL-waarnemingsmacht tot 210 militaire waarnemers. Verder mochten ook de politieke, civiele, informatie-, mensenrechten- en kinderbeschermingselementen van de macht versterkt worden door de aanstelling van een vice-Speciale Vertegenwoordiger van de secretaris-generaal
en de uitbreiding van het kantoor van de Speciale Vertegenwoordiger.
Het RUF en andere gewapende groepen in Sierra Leone werden opgeroepen de wapens neer te leggen. Het vredesakkoord voorzag in de oprichting van een waarheids- en een mensenrechtencommissie. De partijen hadden ook een manifest over de mensenrechten aangenomen. Er was nood aan hulp voor oorlogsslachtoffers en humanitaire hulp, ook aan die delen van het land die onbereikbaar waren voor hulporganisaties. Op langere termijn moest Sierra Leone heropgebouwd en ontwikkeld worden.

## Verwante resoluties
- Resolutie 1231 Veiligheidsraad Verenigde Naties
- Resolutie 1245 Veiligheidsraad Verenigde Naties
- Resolutie 1270 Veiligheidsraad Verenigde Naties
- Resolutie 1289 Veiligheidsraad Verenigde Naties (2000)

Lijst ·  1220 ·  1221 ·  1222 ·  1223 ·  1224 ·  1225 ·  1226 ·  1227 ·  1228 ·  1229 ·  1230 ·  1231 ·  1232 ·  1233 ·  1234 ·  1235 ·  1236 ·  1237 ·  1238 ·  1239 ·  1240 ·  1241 ·  1242 ·  1243 ·  1244 ·  1245 ·  1246 ·  1247 ·  1248 ·  1249 ·  1250 ·  1251 ·  1252 ·  1253 ·  1254 ·  1255 ·  1256 ·  1257 ·  1258 ·  1259 ·  1260 ·  1261 ·  1262 ·  1263 ·  1264 ·  1265 ·  1266 ·  1267 ·  1268 ·  1269 ·  1270 ·  1271 ·  1272 ·  1273 ·  1274 ·  1275 ·  1276 ·  1277 ·  1278 ·  1279 ·  1280 ·  1281 ·  1282 ·  1283 ·  1284